# Castro (Chile)
Castro – miasto i gmina w południowym Chile, na wyspie Chiloé. W 2008 roku miasto zamieszkiwało 38 tys. osób. Ośrodek przemysłu włókienniczego. Miasto posiada własny port morski i lotnisko.